# Aufbau- und Verbindungstechnik

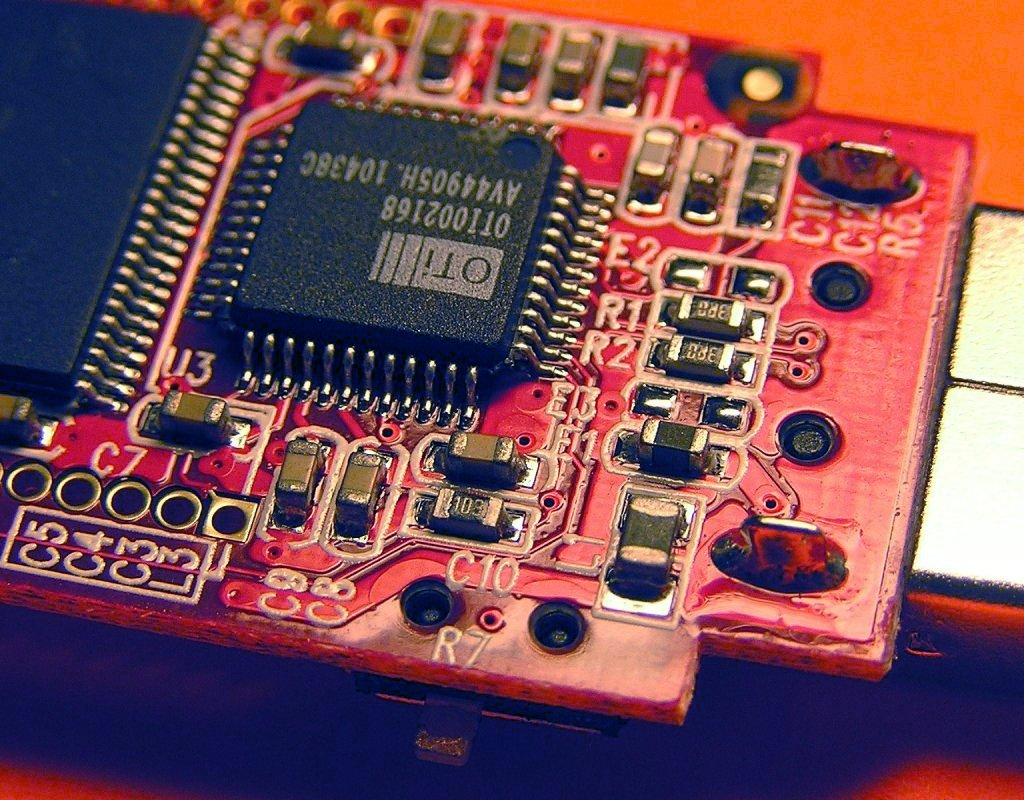
Leiterplatte mit einem integrierten Schaltkreis und SMD-Bauelementen als Beispiel aus der Aufbau- und Verbindungstechnik

Aufbau- und Verbindungstechnik (AVT, englisch packaging) umfasst als ein Bereich der Mikroelektronik und Mikrosystemtechnik die Technologien und Entwurfswerkzeuge, die zur Montage mikroelektronischer Komponenten (gefertigt mit Verfahren der Halbleitertechnik) auf engstem Raum benötigt werden. Dabei ermöglicht AVT die Verknüpfung elektronischer und nicht-elektronischer Mikrokomponenten zum vollständigen Mikrosystem.
Ursprünglich entstand die AVT aus mehreren Fachgebieten (Elektrotechnik, Mikrofügetechnik und Materialwissenschaft) als eine Technik zur elektrischen Kontaktierung (d. h. zum Bonden) von Mikroanschlüssen der Mikrochips (Dies) und zu ihrer Verkapselung/Gehäusung. Daraus entwickelte sich die AVT zu einer selbstständigen ingenieurwissenschaftlichen Disziplin im Bereich der Mikrosystemtechnik.
Wegen der steigenden Komplexität der elektronischen Mikrosysteme reicht bei der Auseinandersetzung mit AVT eine rein verfahrenstechnische Betrachtung nicht mehr aus. Stattdessen wird zunehmend auch eine entwurfsanalytische Kompetenz aus dem Bereich ECAD-Entwurf erforderlich.